# چای‌قشلاق
چای‌قشلاق (به لاتین: Çayqışlaq) یک منطقه مسکونی در جمهوری آذربایجان است که در شهرستان قوبا واقع شده است. چای‌قشلاق ۱۳۴ نفر جمعیت دارد.